# 'O'ua
'O'ua è un'isola delle Tonga. Amministrativamente appartiene alla divisione di Haʻapai, nel distretto di Lulunga. 
Secondo il censimento del 2021 la popolazione di 'O'ua ammontava a 45 abitanti.